# Aeroportul Internațional Penang
Aeroportul Internațional Penang (IATA: PEN, ICAO: WMKP) este un aeroport din Bayan Lepas⁠(d), Penang⁠(d), Malaysia ce deservește zona Pulau Pinang⁠(d). Aeroportul a fost tranzitat în 2021 de 540.636 de pasageri. A fost numit după zona deservită.
Situat la o altitudine de 3 m, aeroportul dispune de 1 pistă. Este operat de Malaysia Airports⁠(d).

## Infrastructură

### Piste
Aeroportul dispune de o singură pistă. Pista are orientarea 04/22.